# La Fontelaye
La Fontelaye è un comune francese di 32 abitanti situato nel dipartimento della Senna Marittima nella regione della Normandia.

## Società

### Evoluzione demografica
Abitanti censiti